# Abdul Majid bin Abdulaziz Al Saud
Prinz Abdul Majid bin Abdulaziz Al Saud (arabisch عبد المجيد بن عبد العزيز آل سعود, DMG ʿAbd al-Maǧīd b. ʿAbd al-ʿAzīz Āl Saʿūd) (* 1942 in Riad; † 5. Mai 2007 in Seattle) war ein Saudi-arabischer Unternehmer und Politiker, der zwischen 1980 und 2007 sukzessiv Gouverneur der Provinzen Tabuk, Medina und Mekka war. Abdul Majid, ein prominentes Mitglied des Hauses Saud, wurde als enger Verbündeter von König Abdullah angesehen, galt aber auch als langjähriger Verbündeter der Sudairi-Sieben.

## Frühes Leben
Prinz Abdul Majid wurde 1942 als 33. Sohn von König Abdulaziz in Riad geboren. Es gibt einen weiteren Bericht, der sein Geburtsjahr als 1941 angibt. Seine Mutter war die zehnte Frau von König Abdulaziz, Haya bint Saad Al Sudairi, die am 18. April 2003 im Alter von 90 Jahren starb. Sie war ein Mitglied der Familie Sudairi und die Schwester von Jawhara bint Saad, einer weiteren Ehepartnerin von König Abdulaziz. Abdul Majids Vollbrüder waren Prinz Badr und Prinz AbduliIlah.
Abdul Majid bin Abdulaziz erhielt seine frühe Ausbildung in Riad in traditionellen Schulen, darunter die Sheikh Abdullah Al Khayyat und die Al Anjal School. Er trat 1954 der Royal Saudi Navy bei und studierte dann im Vereinigten Königreich.

## Karriere
Nach Abschluss seiner Ausbildung wurde Prinz Abdul Majid am 19. März 1980 zum Gouverneur der nördlichen Provinz Tabuk ernannt und ersetzte Suleiman bin Turki Al Sudairi auf dem Posten. Während seiner Gouverneurschaft wurde die Landwirtschaft der Region stark entwickelt, wodurch sie zu einem der Hauptproduzenten Saudi-Arabiens von Kulturen wie Weizen und Obst wurde. Seine Amtszeit dauerte sechs Jahre bis 1986.
Nach dem Tod von Prinz Abdul Muhsin im Jahr 1986 ersetzte Prinz Abdul Majid ihn als Gouverneur der Provinz Medina. Die Prophetenmoschee wurde während seiner 14-jährigen Amtszeit saniert. Seine Amtszeit dauerte bis 1999 an, bis er von Prinz Muqrin auf dem Posten abgelöst wurde.
Im Jahr 2000 wurde er zum Gouverneur der Provinz Mekka und zum Vorsitzenden der Mekka-Entwicklungsbehörde ernannt. Er war auch Chef des zentralen Haddsch-Komitees. Im Jahr 2000 wurde Mekka zur Provinzhauptstadt der Region, einschließlich Dschidda. Ein ehrgeiziges Entwicklungsprogramm wurde in Mekka unter seiner Leitung zu einem Preis von mehr als 27 Milliarden US-Dollar durchgeführt. Die Entwicklungen konzentrierten sich auf die beiden Heiligen Moscheen, die Al-Harām-Moschee in Mekka und die Prophetenmoschee in Medina, die wichtigsten Ziele der jährlichen Haddsch-Pilgerfahrt, die jedes Jahr Millionen von Besuchern anzog. In den umliegenden Gebieten entstanden riesige kommerzielle Entwicklungen, wie das Jebel Omar-Programm, darunter Hotels, Kongress- und Konferenzzentren und Gebetseinrichtungen. Architekturhistoriker kritisierten die damit einhergehende Zerstörung historischer Stätten. Auf der anderen Seite wurden die Kommunikationsverbindungen verbessert, einschließlich der Hafenanlagen in Dschidda, Flughäfen und Straßen. Darüber hinaus initiierte Abdul Majeed die Restaurierungs- und Entwicklungspläne der Altstadt von Jeddah. Das Khadeeja bint Khuwailed Centre for Businesswomen wurde 2003 von der Jeddah Chamber of Commerce and Industry unter seiner Schirmherrschaft in Jeddah gegründet.

## Andere Positionen und Ansichten
Abdul Majid war in vielen öffentlichen und gemeinnützigen Ausschüssen tätig. Er drängte auf die Eröffnung einer Rennstrecke in Jeddah, der ersten im Königreich. Er war auch ein früher Befürworter von Bluttests vor der Ehe, um Blutkrankheiten zu vermeiden. Das Verfahren ist seitdem obligatorisch. Anfang der 2000er Jahre kündigte er öffentlich an, dass die bestehenden Vorschriften für ausländische Arbeitnehmer im Land geändert werden sollten.
Abdul Majid forderte des Weiteren eine stärkere Beteiligung von Frauen am öffentlichen Leben. Laut Hussa Al Aun, ein Mitglied der Jeddah Chamber of Commerce and Industry (JCCI), war „Prinz Abdul Majeed […] ein wichtiger Unterstützer saudischer Geschäftsfrauen“. Er unterstützte ferner den Start einer Anti-Terror-Initiative in den Schulen der Provinz im Dezember 2006.
Abdul Majid war auch Geschäftsmann. Während seiner Zeit als Gouverneur von Tabuk gründete er das Unternehmen Tabuk Agricultural Development, das in der Region Weizen produzierte. Er gründete außerdem die Taiba Investment Corporation in Medina.

### Thronfolge
Abdul Majid galt Anfang der 2000er Jahre als einer der potenziellen Kandidaten für den Thron. Nach dem Tod von König Fahd im August 2005 wurde er als berechtigter Anwärter angesehen.

## Privatleben
Eine der Ehefrauen von Prinz Abdul Majid war Al Jawhara bint Abdullah bin Saad Al Sudairi. Er heiratete auch Sara bint Abdul Mohsen Al Angari und bekam mit ihr einen Sohn, Faisal bin Abdul Majid. Sein Sohn Faisal ist Geschäftsmann und Mitglied des Kuratoriums der Arab Thought Foundation.
Seine Frau Sara bint Abdul Mohsen spendete während seiner Gouverneurschaft in der Provinz Mekka eine Million Rial an eine psychiatrische Klinik in Mekka. In derselben Zeit bezahlte sie die Krankenhauskosten einer Frau, die 2001 von ihrem Mann schwere häusliche Gewalt erlitten hatte.

## Tod
Prinz Abdul Majeed litt an Leukämie, hatte sich früher in den USA einer Operation unterzogen und war dann zurück nach Saudi-Arabien gereist. Er wurde jedoch zurück in die USA geflogen, als sich sein Zustand verschlechterte. Er starb am 5. Mai 2007 im Alter von 65 Jahren in Seattle. Sein Leichnam wurde am 6. Mai 2007 aus den USA nach Riad gebracht. Begräbnisgebete für ihn wurden in der Imam Turki ibn Abdullah Moschee in Riad nach Zuhr Gebeten am 7. Mai 2007 gesprochen.

## Vermächtnis
Der Flughafen al-ʿUla in der Provinz Medina wurde nach Prinz Abdul Majeed benannt.